# Gène R
Les gènes-R, ou gènes de résistance, sont des gènes présents dans le génome des plantes. Ils induisent chez celles-ci la résistance aux maladies contre les agents pathogènes en produisant des récepteurs, ou protéines-R capable de reconnaître les éliciteurs produits par les gènes d'avirulence des agents pathogènes.
La principale classe de gènes-R comprend un domaine de liaison de nucléotides (NB, anglais « nucleotide-binding domain ») et un domaine de répétition riche en leucines (LRR) et est souvent désignée « gènes-R NB-LRR » ou « NLRs ».
En règle générale, le domaine NB lie ATP/ADP ou GTP/GDP
Le domaine LRR est souvent impliqué dans les interactions protéine-protéine ainsi que dans la liaison du ligand.
Les gènes-R NB-LRR peuvent être subdivisés en récepteurs à interleukine de type Toll (TIR-NB-LRR) et récepteurs à spirales (coiled coil) (CC-NB-LRR).
La résistance peut être véhiculée par un certain nombre de mécanismes, dont les suivants :
- la protéine-R interagit directement avec le produit d'un gène Avr (gène d'avirulence) de l'agent pathogène (cf. Relation gène pour gène) ;
- la protéine-R protège une autre protéine qui détecte la dégradation par un gène Avr (cf. Hypothèse de garde).
- la protéine-R peut détecter un motif moléculaire associé aux pathogènes ou PAMP (appelé aussi MAMP pour « motif moléculaire associé aux microbes ») ;
- la protéine-R code une enzyme qui dégrade une toxine produite par l'agent pathogène.

Une fois que la protéine-R a détecté la présence d'un agent pathogène, la plante peut monter une défense contre ce dernier. Comme les gènes R confèrent une résistance contre des agents pathogènes spécifiques, il est possible de rendre une plante résistante à un agent pathogène particulier en lui transférant un gène-R d'une autre plante.